# SolarCity

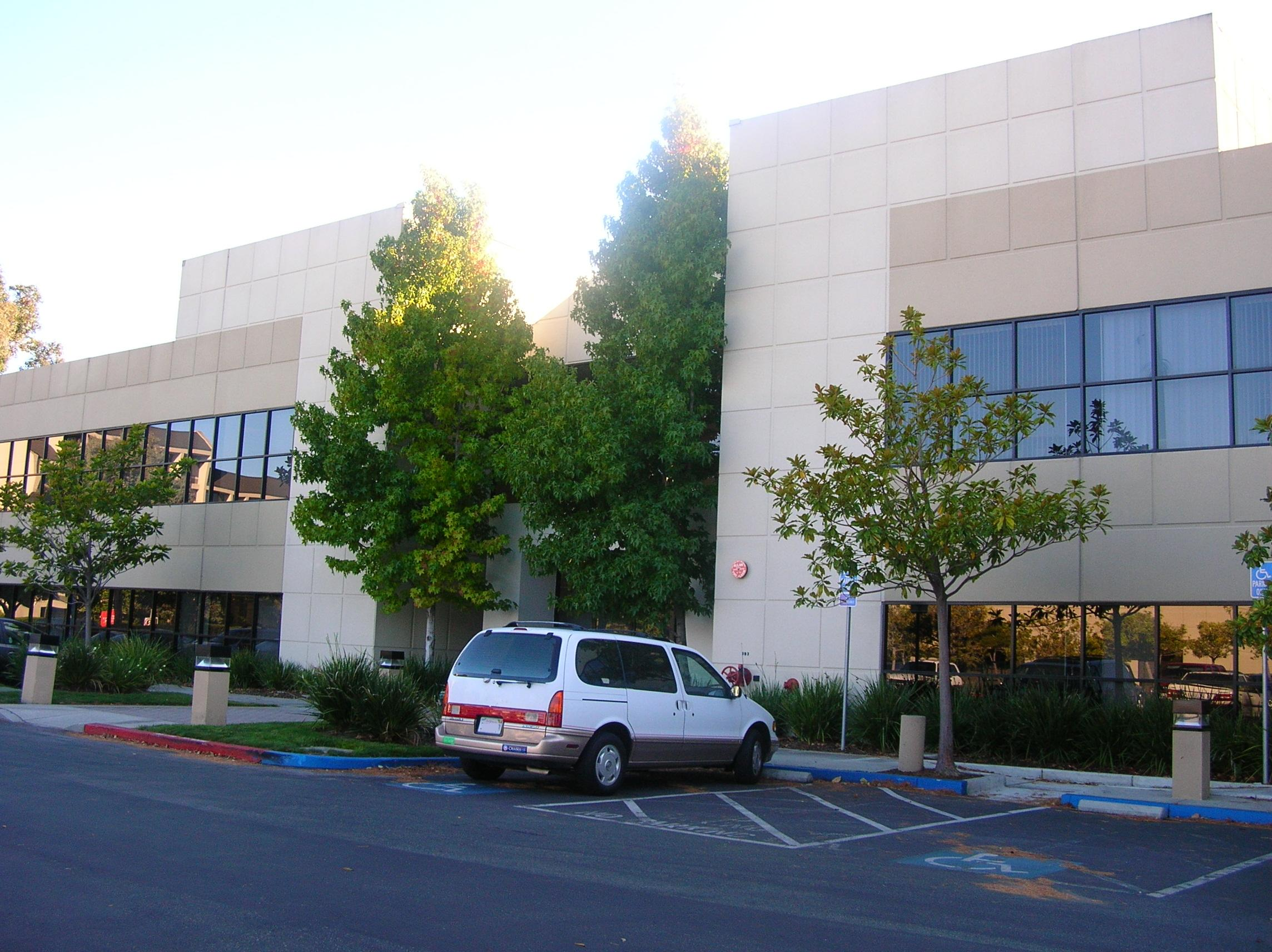
Trụ sở của SolarCity ở Foster City, California

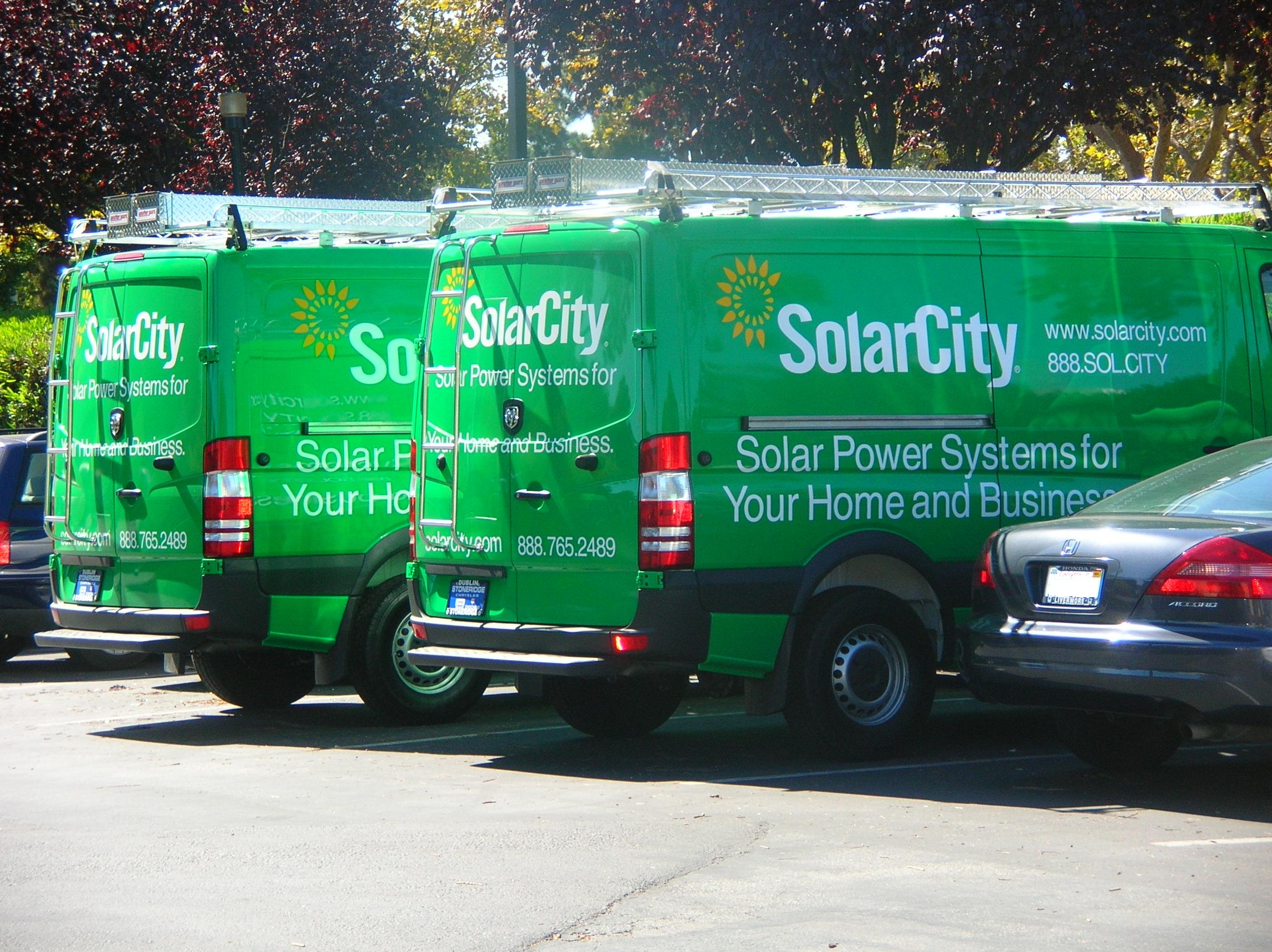
Các xe lắp đặt với logo SolarCity

SolarCity là một Công ty của Mỹ cung cấp các giải pháp năng lượng đến các hộ gia đình, doanh nghiệp, tổ chức phi lợi nhuận và chính phủ. Trong số các dịch vụ cốt lõi mình, công ty thiết kế, hỗ trợ tài chính, cài đặt các hệ thống năng lượng mặt trời, kiểm tra hiệu suất điện, cải tiến và xây dựng các trạm sạc điện cho phương tiện chạy điện. Công ty hiện tại có 2,500 nhân viên tính đến  tháng 12 năm 2012.
SolarCity phát triển trong vài năm gần đây để đáp ứng sự phát triển nhanh chóng của các hệ thống quang điện tại Mỹ. Toàn thị trường Mỹ đã phát triển từ 440 MW các tấm quang điện trong năm 2009 tới 3,300 Megawatt trong năm 2012, và được kỳ vọng sẽ phát triển tới 4,300 Megawatts trong năm 2013.

## Lịch sử
SolarCity được thành lập tháng 7 năm 2006 bởi 2 anh em Peter và Lyndon Rive, dựa trên một gợi ý từ ý tưởng một công ty năng lượng mặt trời của người anh họ, Elon Musk, người sau đó đã trở thành chủ tịch và giúp khởi nghiệp công ty. SolarCity là nhà cung cấp hàng đầu trong lĩnh vực quang năng phục vụ cho dân cư tại California kể từ năm 2007, năm hoạt động đầu tiên, theo dữ liệu của California Solar Initiative và là hãng lắp đặt hệ thống quang điện phục vụ dân cư số một tại Mỹ năm 2011, theo hãng nghiên cứu Greentech Media Research. Năm 2013, tạp chí Solar Power World xếp SolarCity đứng thứ 2 trong danh sách những công ty lắp đặt hệ thống quang năng tại Mỹ.

## Địa điểm
SolarCity đặt trụ sở tại San Mateo, California, nhưng công ty sử dụng một loại hình dịch vụ phân phối, cung cấp lắp đặt từ các trung tâm hoạt động tại địa phương. SolarCity đã có các địa điểm tại:
- Berkeley, Petaluma, Morgan Hill, Foster City, Martinez, San Luis Obispo, Culver City (Los Angeles), Santa Ana (Orange County), Pomona, Fresno, Stockton,[8]  Sacramento, Bakersfield, Lancaster and San Diego, California[9]
- Phoenix (multiple locations), Tucson and Prescott Valley, Arizona[9]
- Denver and Parker, Colorado[10]
- Hartford, Connecticut[9]
- Mililani, Hawaii[9]
- Silver Spring and Jessup, Maryland[9]
- Marlborough, Massachusetts[9]
- Cranbury, New Jersey[11]
- Albany, New York[9]
- Portland, Oregon[9]
- Dallas, Texas[9]
- Broomall, Pennsylvania[9]
- Washington, DC[9]
- Las Vegas, Nevada[12]

## Hoạt động kinh doanh

### Cho thuê quang năng
Năm 2008, SolarCity đã giới thiệu một hình thức cho thuê quang năng dành cho các hộ gia đình, một hình thức đã giảm và loại trừ đáng kể chi phí lắp đặt hệ thống quang năng ban đầu. Hình thức cho thuê của SolarCity cho phép các hộ gia đình chỉ phải chi trả ít hơn mỗi tháng bằng việc sử dụng quang năng so với chi trả tiền điện cho công ty điện lực.

### Quang năng thương mại
SolarCity bắt đầu chủ động cung cấp dịch vụ quang năng tới các doanh nghiệp, chính phủ, và các khách hàng tổ chức phi lợi nhuận từ năm 2008. Tháng 5/2008, công ty đã hoàn thành hệ thống lắp đặt quang năng thương mại lớn nhất của họ tại San Jose cho khu North Campus của eBay. Tháng 7/2008, SolarCity đã hoàn thành hệ thống lắp đặt quang năng thương mại lớn nhất tại San Francisco, cho hãng British Motors, bao gồm 1,606 tấm quang điện. SolarCity đã giới thiệu lựa chọn tài chính mới cho các doanh nghiệp năm 2009 và bắt đầu xây dựng các dự án quang điện cho nhiều tập đoàn khác bao gồm cả Walmart,  Intel, và quân đội Mỹ. 21/3/2013, SolarCity thông báo rằng, họ sẽ mở một địa điểm mới tại it would Nevada trong việc hợp tác với chính quyền liên bang.

### Các trạm sạc điện cho xe
SolarCity tham gia vào lĩnh vực kinh doanh sạc điện ô tô bằng việc mua lại mảng kinh doanh SolSource Energy của Clean Fuel Connections, Inc., theo báo cáo được hoàn tất năm 2009  và cũng công bố hợp tác với Rabobank để chế tạo sạc điện miễn phí cho những khách hàng sử hữu xe điện của hãng Tesla Motors hành trình trên tuyến U.S. Route 101 in California giữa San Francisco và Los Angeles. Những chiếc xe có sử dụng cùng công nghệ sạc như vậy đều có thể sử dụng. Năm 2011, công ty công bố họ sẽ lắp đặt các trạm sạc mà có thể sạc rộng rãi cho các xe điện trên khắp các khu vực hoạt động của công ty.

## Cải tiến và đánh giá hiệu quả năng lượng
Năm 2010, SolarCity có được Building Solutions, một hãng đánh giá hiệu quả năng lượng hộ gia đình sử dụng phần mềm, và bắt đầu triển khai các nâng cấp, đánh giá hiệu quả năng lượng như hệ thống thông hơi, làm mát, làm ấm, và chiếu sáng với danh sách các dịch vụ. SolarCity đã làm việc với ngân hàng Admiral's Bank của Boston tháng 3/2012 để có một khoản vay mới cấp vốn cho những cải tiến hiệu quả sử dụng năng lượng  and expanded its energy efficiency services to the east coast.

### Dự án SolarStrong
SolarStrong là kế hoạch trong 5 năm của SolarCity đầu tư hơn 1 tỷ $ để xây dựng các dự án quang điện phục vụ cho việc tư nhân hóa các khu nhà ở cho quân đội trên nước Mỹ, được công bố cuối năm 2011. SolarCity có kế hoạch làm việc với những người phát triển tư nhân hóa nhà ở quân đội hàng đầu của quốc gia để lắp đặt, sở hữu, vận hành hệ thống trên mái nhà và cung cấp điện năng với giá thành rẻ hơn. SolarStrong được kỳ vọng có thể tạo ra tới 300 megawatts khả năng phát điện mà có thể cung cấp cho 120,000 hộ nhà quân đội, điều này sẽ khiến nó trở thành dự án quang điện cho dân cư lớn nhất trong lịch sử nước Mỹ một khi hoàn thành. Tháng 11/2011, SolarCity và Bank of America Merrill Lynch công bố họ vừa ký kết hợp đồng khoản vay ban đầu cấp vốn cho SolarStrong.

## Tài chính dự án và quỹ Google Fund
SolarCity hợp tác với các ngân hàng, các tập đoàn lớn và thị trường chứng khoán bảo đảm bằng tài sản  để tạo các quỹ cấp tài chính cho các hình thức cho thuê và hợp đồng mua điện. Các đối tác tài chính của SolarCity bao gồm Bank of America, Merrill Lynch, Citi, Morgan Stanley, National Bank of Arizona và U.S. Bancorp, và nhiều đối tác khác. Trong số các đối tác tài chính nổi tiếng của SolarCity là quỹ 280 triệu $ của Google để cấp vốn cho hệ thống quang năng dành cho dân cư vào tháng 6/2011. Google Fund là quỹ lớn nhất trong lĩnh vực này ở U.S., và là khoản đầu tư lớn nhất của Google cho năng lượng sạch.
Gần đây, chứng khoán hóa đã được đề xuất và sử dụng để tăng tốc độ phát triển các dự án quang điện bằng việc cấp quyền sử dụng vốn. SolarCity đã đề nghị, là chứng khoán bảo đảm bằng tài sản đầu tiên tại U.S. trong ngành công nghiệp quang năng trong năm 2013.